# Újszilvás
Újszilvás é um município da Hungria, situado no condado de Peste. Tem 38,98 km² de área e sua população em 2015 foi estimada em 2.561 habitantes.